# Santiago Chimaltenango
Santiago Chimaltenango – miasto w zachodniej Gwatemali, w departamencie Huehuetenango, około 45 km na północny zachód od stolicy departamentu, miasta Huehuetenango, oraz około 50 km od granicy państwowej z meksykańskim stanem Chiapas. Miasto leży w górach Sierra Madre de Chiapas na wysokości 1740 m n.p.m.
Według danych szacunkowych w 2012 roku liczba ludności miasta wyniosła 1712 mieszkańców.
Jest siedzibą władz gminy o tej samej nazwie, która w 2012 roku liczyła 29 213 mieszkańców. Gmina jak na warunki Gwatemali jest mała, a jej powierzchnia obejmuje 108 km².